# Heleodromia baculifera
Heleodromia baculifera är en tvåvingeart som beskrevs av Tokarczyk och Nikolai Vasilevich Kovalev 1986. Heleodromia baculifera ingår i släktet Heleodromia och familjen Brachystomatidae.
Artens utbredningsområde är Himachal Pradesh. Inga underarter finns listade i Catalogue of Life.